# (65672) Merrick
(65672) Merrick est un astéroïde de la ceinture principale.

## Description
(65672) Merrick est un astéroïde de la ceinture principale. Il fut découvert le 16 août 1988 à l'Observatoire Palomar par Carolyn S. Shoemaker et Eugene M. Shoemaker. Il présente une orbite caractérisée par un demi-grand axe de 2,39 UA, une excentricité de 0,27 et une inclinaison de 24,3° par rapport à l'écliptique.

## Compléments